# Lista de divisões administrativas por país
O quadro abaixo indica os tipos e, se conhecido, o número de divisões administrativas atualmente (a partir de 2007) utilizados pelos países e os seus principais territórios dependentes. É ordenada alfabeticamente pelo nome do país em português e alguns outros esclarecimentos feitos a seguir.
Números de divisõesPara simplificar a manutenção do quadro, o número de divisões é especificado geralmente quando um país tem cerca de trinta ou menos instâncias, como por exemplo, em 2007, os doze qarku (concelhos) da Albânia. Para números superiores a trinta, o número arredondado para baixo com a aproximação de dez (ou, no caso de milhar, a centena mais próxima) é dado sufixo por um sinal de adição "+"; por exemplo, o "300 +" komuna (comunas), da Albânia. Números mais precisos deverão ser encontrados nos artigos ligados pelo quadro.
Termos em itálicoTermos em itálico são termos no idioma local do país e que não fazem parte do Português. Eles devem estar em forma plural, seguida por uma nota de rodapé ou notas de rodapé indicando a tradução geralmente aceita ou equivalente de tradução. Conhecidas grafias alternativas são dadas entre parênteses após o termo.
Termos entre parêntesesEntradas no padrão entre parênteses indicam que tanto o termo utilizado é informal ou que a sua utilização está ainda a ser confirmada, caso seja uma palavra estrangeira. Termos em português entre parênteses são as traduções ou equivalentes mais próximos no mundo de língua portuguesa (o público-alvo deste quadro são os falantes da língua portuguesa). O termo português entre colchetes indica que o nome local para o termo ainda não é conhecido ou confirmado; quando confirmada, é substituído pelo nome local em itálico.
Nota de rodapé letras (c d m p r)Estes indicam, respectivamente, seis tipos comuns de divisão administrativa: capitais (c), tal como uma divisão administrativa; distrito (d); freguesias (f); municípios (m); províncias (p); e regiões (r). Outros termos em português figuram entre as notas de rodapé numeradas.

## Quadro
| País | Tipo de Estado | Divisões administrativas | Divisões administrativas | Divisões administrativas | Divisões administrativas |
| País | Tipo de Estado | Primeiro nível           | Segundo nível            | Terceiro nível           | Quarto nível e menor     |
| ---- | -------------- | ------------------------ | ------------------------ | ------------------------ | ------------------------ |

### A
| Afeganistão       | Unitário | 34 wilayats (vilaietes, equivalente a estados ou regiões)                                                                                              | 421 woleswali (distritos) | Alaqadari (subdistritos) | Alaqadari (subdistritos) |
| África do Sul     | Regional | 9 provinces (províncias) | 44 district municipalities (distritos municipais) | 205 local municipalities (municípios locais) | 4486 wards (significa literalmente "alas", são divisões eleitorais) |
| África do Sul     | Regional | 9 provinces (províncias) | 8 metropolitan municipalities (municípios metropolitanos) | | 4486 wards (significa literalmente "alas", são divisões eleitorais) |
| Albânia           | Unitário | 12 prefekturave (prefeituras) | 61 bashki (municípios) | 375 njësi të qeverisjes vendore (unidades de governo local) | 2.972 fshatra (aldeias) |
| Alemanha          | Federal  | 16 Länder (estados) | 16 Länder (estados) | 16 Länder (estados) | 16 Länder (estados) |
| Alemanha          | Federal  | Bade-Vurtemberga · Baviera · Hesse · Renânia do Norte-Vestfália                                                                                        | 19 Regierungsbezirke (distritos regionais) | 3 Kommunalverbände besonderer Art (Associações regionais especiais) 294 Landkreise ou Kreise (distritos rurais ou distritos) | 1281 Gemeindeverband (associações municipais) 10907 Gemeinden (municípios), incluindo 1951 Städte (cidades) 386 Märkte (mercados) (apenas na Baviera)                                                                                     |
| Alemanha          | Federal  | Brandenburgo · Baixa Saxônia · Meclemburgo-Pomerânia Ocidental · Renânia-Palatinado · Sarre · Saxônia · Saxônia-Anhalt · Eslésvico-Holsácia · Turíngia | | 3 Kommunalverbände besonderer Art (Associações regionais especiais) 294 Landkreise ou Kreise (distritos rurais ou distritos) | 1281 Gemeindeverband (associações municipais) 10907 Gemeinden (municípios), incluindo 1951 Städte (cidades) 386 Märkte (mercados) (apenas na Baviera)                                                                                     |
| Alemanha          | Federal  | 103 Kreisfreie Städte ou Stadtkreise ("cidades livres de distrito" ou "distritos urbanos")                                                             | | | |
| Alemanha          | Federal  | Bremen | 2 cidades (Städte): Bremen (cidade) Bremerhaven | 7 Stadtbezirke (distritos da cidade) | 32 Stadtteile 113 Ortsteile |
| Alemanha          | Federal  | Berlim | Berlim | 12 Bezirke (distritos) | 97 Ortsteile |
| Alemanha          | Federal  | Hamburgo | 7 Bezirke (distritos) | 104 Stadtteile | 181 Ortsteile |
| Andorra           | Unitário | 7 parròquies (paróquias, equivalentes a freguesias) | 17 quarts(quartos) 10 veïnats (bairros) | 17 quarts(quartos) 10 veïnats (bairros) | 17 quarts(quartos) 10 veïnats (bairros) |
| Angola            | Unitário | 18 províncias (equivalente a distritos portugueses) | 163 municípios | 618 comunas (equivalente a freguesias portuguesas e distritos municipais brasileiros) | 618 comunas (equivalente a freguesias portuguesas e distritos municipais brasileiros) |
| Antigua e Barbuda | Unitário | 6 parishes (paróquias, equivalentes a freguesias) 2 dependencies (dependências)                                                                        | 6 parishes (paróquias, equivalentes a freguesias) 2 dependencies (dependências) | 6 parishes (paróquias, equivalentes a freguesias) 2 dependencies (dependências) | 6 parishes (paróquias, equivalentes a freguesias) 2 dependencies (dependências) |
| Arábia Saudita    | Unitário | 13 Imārātu (emirados) | 150 Mohafazah (províncias) | 1541 marakiz (marcazes... ou centros, equivalente a municípios) | 1541 marakiz (marcazes... ou centros, equivalente a municípios) |
| Argélia           | Unitário | 48 wilāyah (vilaietes, equivalente a estados ou regiões)                                                                                               | 553 dayrat (daíras, equivalente a distritos) | 1 541 baladiyah (baladias, equivalnete a municípios) | 1 541 baladiyah (baladias, equivalnete a municípios) |
| Argentina         | Federal  | 23 provincias (são estados federados) | 378 departamentos 135 partidos (apenas na Província de Buenos Aires) | municipios | municipios |
| Argentina         | Federal  | 1 ciudad autónoma (cidade autônoma: Buenos Aires, a capital federal)                                                                                   | 15 comunas | 48 bairros | 48 bairros |
| Armênia           | Unitário | 10 marzer ou gavaṙ (províncias) 1 Cidade autônoma (Erevã)c                                                                                             | 503 hamaynkner (municípios) | 503 hamaynkner (municípios) | 503 hamaynkner (municípios) |
| Austrália         | Federal  | 6 states (estados) | 6 states (estados) | 6 states (estados) | 6 states (estados) |
| Austrália         | Federal  | Nova Gales do Sul | Governo Local: 58 Shires (Condados) 28 Councils (Conselhos) 28 Cities (Cidades) 8 Regional Councils (Conselhos Regionais) 6 Municipalities (Municípios) 2 Unincorporated areas (Áreas não incorporadas)                                   | Governo Local: 58 Shires (Condados) 28 Councils (Conselhos) 28 Cities (Cidades) 8 Regional Councils (Conselhos Regionais) 6 Municipalities (Municípios) 2 Unincorporated areas (Áreas não incorporadas)                                   | Governo Local: 58 Shires (Condados) 28 Councils (Conselhos) 28 Cities (Cidades) 8 Regional Councils (Conselhos Regionais) 6 Municipalities (Municípios) 2 Unincorporated areas (Áreas não incorporadas)                                   |
| Austrália         | Federal  | Queensland | Governo Local: 30 Regions (Regiões) 28 Shires (Condados) 12 Aboriginal Shires (Condados Aborígenes) 7 Cities (Cidades) 1 Town (Vila) | Governo Local: 30 Regions (Regiões) 28 Shires (Condados) 12 Aboriginal Shires (Condados Aborígenes) 7 Cities (Cidades) 1 Town (Vila) | Governo Local: 30 Regions (Regiões) 28 Shires (Condados) 12 Aboriginal Shires (Condados Aborígenes) 7 Cities (Cidades) 1 Town (Vila) |
| Austrália         | Federal  | Austrália Meridional | Governo Local: 25 District Councils (Conselhos Distritais) 21 Cities (Cidades) 15 Councils (Conselhos) 4 Regional Councils (Conselhos Regionais) 2 Towns (Vilas) 1 Rural City (Cidade Rural) 1 Unincorporated area (Área não-incorporada) | Governo Local: 25 District Councils (Conselhos Distritais) 21 Cities (Cidades) 15 Councils (Conselhos) 4 Regional Councils (Conselhos Regionais) 2 Towns (Vilas) 1 Rural City (Cidade Rural) 1 Unincorporated area (Área não-incorporada) | Governo Local: 25 District Councils (Conselhos Distritais) 21 Cities (Cidades) 15 Councils (Conselhos) 4 Regional Councils (Conselhos Regionais) 2 Towns (Vilas) 1 Rural City (Cidade Rural) 1 Unincorporated area (Área não-incorporada) |
| Austrália         | Federal  | Tasmânia | Governo Local: 23 Municipalities (Municípios) 6 Cities (Cidades) | Governo Local: 23 Municipalities (Municípios) 6 Cities (Cidades) | Governo Local: 23 Municipalities (Municípios) 6 Cities (Cidades) |
| Austrália         | Federal  | Vitória (Austrália) | Governo Local: 39 Shires (Condados) 33 Cities (Cidades) 10 Unincorporated areas (Áreas não-incorporadas) 6 Rural Cities (Cidades Rurais) 1 Borough (Burgo)                                                                                | Governo Local: 39 Shires (Condados) 33 Cities (Cidades) 10 Unincorporated areas (Áreas não-incorporadas) 6 Rural Cities (Cidades Rurais) 1 Borough (Burgo)                                                                                | Governo Local: 39 Shires (Condados) 33 Cities (Cidades) 10 Unincorporated areas (Áreas não-incorporadas) 6 Rural Cities (Cidades Rurais) 1 Borough (Burgo)                                                                                |
| Austrália         | Federal  | Austrália Ocidental | Governo Local: 104 Shires (Condados) 29 Cities (Cidades) 8 Towns (Vilas) | Governo Local: 104 Shires (Condados) 29 Cities (Cidades) 8 Towns (Vilas) | Governo Local: 104 Shires (Condados) 29 Cities (Cidades) 8 Towns (Vilas) |
| Austrália         | Federal  | 9 territories (territórios) | | | |
| Austrália         | Federal  | Território do Norte | Governo Local: 9 Regional Councils (Conselhos Regionais) 5 Unincorporated areas (Áreas não-incorporadas) 3 Municipalities (Municípios) 3 Shires (Condados) 2 Cities (Cidades)                                                             | Governo Local: 9 Regional Councils (Conselhos Regionais) 5 Unincorporated areas (Áreas não-incorporadas) 3 Municipalities (Municípios) 3 Shires (Condados) 2 Cities (Cidades)                                                             | Governo Local: 9 Regional Councils (Conselhos Regionais) 5 Unincorporated areas (Áreas não-incorporadas) 3 Municipalities (Municípios) 3 Shires (Condados) 2 Cities (Cidades)                                                             |
| Austrália         | Federal  | Território da Capital Australiana | 1 Unincorporated area (Área não-incorporada) | 1 Unincorporated area (Área não-incorporada) | 1 Unincorporated area (Área não-incorporada) |
| Austrália         | Federal  | Território da Baía de Jervis | | | |
| Austrália         | Federal  | Ilha Christmas | | | |
| Austrália         | Federal  | Ilha Norfolque | | | |
| Austrália         | Federal  | Ilhas Cocos (Keeling) | | | |
| Austrália         | Federal  | Ilhas do Mar de Coral | | | |
| Austrália         | Federal  | Ilhas Ashmore e Cartier | | | |
| Austrália         | Federal  | Ilha Heard e Ilhas McDonald | | | |
| Áustria           | Federal  | 9 Bundesländer (estados federados), incluindo a capital federal Viena                                                                                  | 93 Politische Bezirke (distritos políticos) 14 Statutarstädte (Cidades estatutárias) | 2078 Gemeinden (Municípios) incluindo: 186 cidades (Städte) 771 municípios mercantis (Marktgemeinden) | 2078 Gemeinden (Municípios) incluindo: 186 cidades (Städte) 771 municípios mercantis (Marktgemeinden) |
| Azerbaijão        | Regional | 59 rayonlar (distritos) 11 şəhərlər (cidades) | +2600 bələdiyyələr (municípios) | +4500 yaşayış məntəqələri (assentamentos) | +4500 yaşayış məntəqələri (assentamentos) |
| Azerbaijão        | Regional | 1 muxtar respublika (república autônoma) | 7 rayonlar(distritos) 1 şəhər (cidade) | 218 Yaşayış Məntəqələri (assentamentos) | 218 Yaşayış Məntəqələri (assentamentos) |

### B
| Bahamas              | Unitário | 31 districts (distritos) Nova Providência (capital) | 31 districts (distritos) Nova Providência (capital)                                       | 31 districts (distritos) Nova Providência (capital)                                       | 31 districts (distritos) Nova Providência (capital)                                       |
| Bangladesh           | Unitário | 6 bibhag (divisões)                                 | 64 zilla (distritos)                                                                      | 474 upozilla (subdistritos)                                                               | 4,554 union parishads (conselhos sindicais) 327 paurasabhas (corporações municipais)      |
| Barbados             | Unitário | 11 parishes (paróquias, equivalente a freguesias)   | 11 parishes (paróquias, equivalente a freguesias)                                         | 11 parishes (paróquias, equivalente a freguesias)                                         | 11 parishes (paróquias, equivalente a freguesias)                                         |
| Bahrein              | Unitário | 5 muhāfazāt (províncias)                            | 5 muhāfazāt (províncias)                                                                  | 5 muhāfazāt (províncias)                                                                  | 5 muhāfazāt (províncias)                                                                  |
| Bélgica              | Federal  | 3 gewesten (regiões, são estados federados)         | 10 provincies (províncias)                                                                | 43 arrondissements (distritos)                                                            | 581 gemeenten (municípios)                                                                |
| Belize               | Unitário | 6 districts (distritos)                             | 201 municipalities (municípios) 2 cities (cidades) 7 towns (vilas) 192 villages (aldeias) | 201 municipalities (municípios) 2 cities (cidades) 7 towns (vilas) 192 villages (aldeias) | 201 municipalities (municípios) 2 cities (cidades) 7 towns (vilas) 192 villages (aldeias) |
| Benim                | Unitário | 12 départements (departamentos)                     | 77 communes (comunas, equivalente a municípios)                                           | 546 arrondissements (distritos)                                                           | villages (aldeias) quartiers urbains (distritos da cidade/bairros urbanos)                |
| Bielorrússia         | Unitário | 6 voblastsi (regiões) Minsk (capital)               | 110+ rayony(distritos)                                                                    | 110+ rayony(distritos)                                                                    | 110+ rayony(distritos)                                                                    |
| Bolívia              | Regional | 9 departamentos                                     | 112 provincias                                                                            | 339 municipios                                                                            | 339 municipios                                                                            |
| Bósnia e Herzegovina | Federal  | 2 entidades federais:                               | 2 entidades federais:                                                                     | 2 entidades federais:                                                                     | 2 entidades federais:                                                                     |
| Bósnia e Herzegovina | Federal  | Federação da Bósnia e Herzegovina                   | 10 kantona (cantões)                                                                      | 79 općine ou opštine (municípios)                                                         | comunidade local                                                                          |
| Bósnia e Herzegovina | Federal  | Republika Srpska                                    | 64 opštine (municípios)                                                                   | comunidade local                                                                          | comunidade local                                                                          |
| Bósnia e Herzegovina | Federal  | 1 condomínio de entidades federais:                 |                                                                                           |                                                                                           |                                                                                           |
| Bósnia e Herzegovina | Federal  | Distrito de Brčko                                   |                                                                                           |                                                                                           |                                                                                           |
| Botsuana             | Unitário | 17 districts (distritos)                            | 21 sub-districts (subdistritos)                                                           | 519 villages (aldeias)                                                                    | localities (localidades)                                                                  |
| Brasil               | Federal  | 26 estados                                          | 5.569 municípios 1 distrito estadual                                                      | 10.740 distritos municipais                                                               | 610 subdistritos municipais                                                               |
| Brasil               | Federal  | 1 distrito federal                                  | 1 capital federal                                                                         | 10.740 distritos municipais                                                               | 35 regiões administrativas                                                                |
| Brunei               | Unitário | 4 daerah-daerah (distritos ou municípios)           | 38 mukim (sub-distritos ou paróquias)                                                     | kampong (aldeias)                                                                         | kampong (aldeias)                                                                         |
| Bulgária             | Unitário | 28 oblasti (províncias ou regiões)                  | 260+ obshtini (municípios)                                                                | 260+ obshtini (municípios)                                                                | 260+ obshtini (municípios)                                                                |
| Burquina Fasso       | Unitário | 13 régions (regiões)                                | 45 provinces (províncias)                                                                 | 350+ départements (departamentos)                                                         | 350+ départements (departamentos)                                                         |
| Burundi              | Unitário | 18 provinces (províncias)                           | 121 communes (comunas, equivalente a municípios)                                          | 2639 collines (colinas)                                                                   | 2639 collines (colinas)                                                                   |
| Butão                | Unitário | 20 dzongkhag (distritos)                            | 200+ gewog (blocos ou aldeias)                                                            | 200+ gewog (blocos ou aldeias)                                                            | 200+ gewog (blocos ou aldeias)                                                            |

### C
| Cabo Verde                      | Unitário | 22 concelhos (administrados por municípios) | 30+ freguesias (administrados por juntas de freguesias) (equivalente a freguesias portuguesas, distritos municipais brasileiros e comunas angolanas) | 30+ freguesias (administrados por juntas de freguesias) (equivalente a freguesias portuguesas, distritos municipais brasileiros e comunas angolanas) | 30+ freguesias (administrados por juntas de freguesias) (equivalente a freguesias portuguesas, distritos municipais brasileiros e comunas angolanas) |
| Camarões                        | Unitário | 10 provinces (províncias) | 58 départments (departamentos) | 310+ arrondissements (distritos) | sous-districts (sub-distritos) |
| Camboja                         | Unitário | 24 khaet (províncias) 1 reachtheani (capital) | 160+ srok (distritos) 27 krong (municípios) 14 khan (seções) | 1,646 khum e sangkat (comunas e quarteirões) | Phum (aldeias) |
| Canadá                          | Federal  | 10 provinces (províncias, são estados federados): | 10 provinces (províncias, são estados federados): | 10 provinces (províncias, são estados federados): | 10 provinces (províncias, são estados federados): |
| Canadá                          | Federal  | Alberta | 264 municipalities (municípios) 8 Metis settlements (assentamentos métis) 63 counties/municipal districts (condados/distritos municipais) 7 improvement districts (distritos de melhoria) 6 specialized municipalities (municípios especializados) 3 special areas (áreas especiais) | 403 hamlets | 403 hamlets |
| Canadá                          | Federal  | Colúmbia Britânica | 27 regional districts (distritos regionais) 1 unincorporated area (área não-incorporada) | 162 municipalities (municípios) 160 electoral areas (áreas eleitorais) | 162 municipalities (municípios) 160 electoral areas (áreas eleitorais) |
| Canadá                          | Federal  | Manitoba | 98 rural municipalities (municípios rurais) unincorporated areas (áreas não-incorporadas) | 37 municipalities (municípios) 2 local government districts (distritos de governo local) | 37 municipalities (municípios) 2 local government districts (distritos de governo local) |
| Canadá                          | Federal  | Nova Brunsvique | 104 municipalities ou municipalités (municípios) | 104 municipalities ou municipalités (municípios) | 104 municipalities ou municipalités (municípios) |
| Canadá                          | Federal  | Terra Nova e Labrador | 277 municipalities (municípios) | 277 municipalities (municípios) | 277 municipalities (municípios) |
| Canadá                          | Federal  | Nova Escócia | | | |
| Canadá                          | Federal  | 18 counties (condados): | | | |
| Canadá                          | Federal  | 3 regional municipalities (municípios regionais) | | | |
| Canadá                          | Federal  | 9 county municipalities (condados municípios) | 38 municipalities (municípios) | 38 municipalities (municípios) | |
| Canadá                          | Federal  | 6 historic counties (condados históricos) administrado por district municipalities (municípios distritais)                                                                          | 38 municipalities (municípios) | 38 municipalities (municípios) | |
| Canadá                          | Federal  | Ontário | 173 single-tier municipalities (municípios de nível único) | 173 single-tier municipalities (municípios de nível único) | 173 single-tier municipalities (municípios de nível único) |
| Canadá                          | Federal  | Ontário | 8 regional municipalities (municípios regionais) | 241 lower-tier municipalities (municípios de baixo escalão) 46 local services boards (conselhos de serviços locais) | 241 lower-tier municipalities (municípios de baixo escalão) 46 local services boards (conselhos de serviços locais) |
| Canadá                          | Federal  | Ontário | 22 counties (condados) | 241 lower-tier municipalities (municípios de baixo escalão) 46 local services boards (conselhos de serviços locais) | 241 lower-tier municipalities (municípios de baixo escalão) 46 local services boards (conselhos de serviços locais) |
| Canadá                          | Federal  | Ontário | 10 districts (distritos) | 241 lower-tier municipalities (municípios de baixo escalão) 46 local services boards (conselhos de serviços locais) | 241 lower-tier municipalities (municípios de baixo escalão) 46 local services boards (conselhos de serviços locais) |
| Canadá                          | Federal  | Ilha do Príncipe Eduardo | 63 municipalities (municípios) | 63 municipalities (municípios) | 63 municipalities (municípios) |
| Canadá                          | Federal  | Quebeque | 87 municipalités régionale de comté (municípios regionais de condado) 17 territoires équivalents (Territórios Equivalentes a municípios regionais de condado): 5 TEs coextensivos (ou quase coextensivos) com agglomérations (aglomerações urbanas) 9 cités/villes (cidades) separadas de qualquer município regional de condado 3 outros territórios equivalentes: Jamésie Eeyou Istchee Kativik | 1,108 municipalités (municípios) | 45 arrondissements (distritos, apenas em 8 municípios) |
| Canadá                          | Federal  | Sascachevão | 296 rural municipalities (municípios rurais) 2 áreas não-incorporadas (inclui o Parque Nacional Prince Albert) | 478 municipalities (municípios) | 478 municipalities (municípios) |
| Canadá                          | Federal  | 3 territórios: | | | |
| Canadá                          | Federal  | Territórios do Noroeste | 24 municipalities (municípios) | 24 municipalities (municípios) | 24 municipalities (municípios) |
| Canadá                          | Federal  | Nunavut | 25 municipalities (municípios) | 25 municipalities (municípios) | 25 municipalities (municípios) |
| Canadá                          | Federal  | Yukon | 8 municipalities (municípios) | 8 municipalities (municípios) | 8 municipalities (municípios) |
| Catar                           | Unitário | 9 baladiyah (baladias, ou seja, municípios) | 9 baladiyah (baladias, ou seja, municípios) | 9 baladiyah (baladias, ou seja, municípios) | 9 baladiyah (baladias, ou seja, municípios) |
| Cazaquistão                     | Unitário | 17 oblys (regiões ou províncias) 3 qalalar (cidades de status especial) | 166 awdandar (distritos) 38 cidades de importância regional 18 distritos urbanos em cidades de importância republicana; | 48 akimats de importância regional 4 akimats distritais de cidades de importância regional 27 akimats de aldeia 2.177 akimats de distrito rural 93 akimats rurais | 48 akimats de importância regional 4 akimats distritais de cidades de importância regional 27 akimats de aldeia 2.177 akimats de distrito rural 93 akimats rurais |
| Chade                           | Unitário | 23 régions (regiões) | 60+ départements (departamentos) | 340+ sous-préfectures (subprefeituras) | 340+ sous-préfectures (subprefeituras) |
| Chile                           | Unitário | 16 regiones (regiões) | 50+ provincias | 340+ comunas (equivalentes a municípios) | unidades vecinales (unidades de bairro) |
| China                           | Regional | nível de "província": 23 shěng (províncias) 5 zìzhìqū (regiões autônomas) 4 zhíxiáshì (municípios diretamente administrados) 2 tèbiéxíngzhèngqū (regiões administrativas especiais) | nível de "prefeitura": 299 dìjíshī (municípios com nível de prefeitura) 7 dìqū (prefeituras) 30 zìzhìzhōu (prefeituras autônomas) 3 méng (ligas) (mongol:chuulghan) (somente na Mongólia Interior) | nível de "município": + 1400 xiàn (condados) +110 zìzhìxiàn (condados autônomos) 1100+ (shìxiá)qū (distritos) 370+ xiànjíshì (municípios com nível de distrito) 40+ qí (bandeiras, somente na Mongólia Interior) 3 zìzhìqí (bandeiras autônomas, somente na Mongólia Interior) 1 tèqū (distrito especial) 1 línqū (distrito florestal) | nível de "cantão": 19500+ zhèn (vilas) 14600+ xiāng(cantões) 1000+ mínzúxiāng (cantões étnicos) 6100+ jiēbàn (subdistritos) 180+ sūmù (sumus, ou literalmente "flechas" em mongol, somente na Mongólia Interior) 1 mínzúsūm (sumu étnico ou "flecha" étnica, somente na Mongólia Interior) 2 qūgōngsuǒ ("escritórios distritais públicos") em seguida Área urbana: shèqū ((comunidades residenciais) Áreas rurais: cūnjí (aldeias) |
| China                           | Regional | 2 tèbiéxíngzhèngqū (regiões administrativas especiais) (mais detalhado): | | | |
| China                           | Regional | Hong Kong | Hong Kong | Hong Kong | 18 districts (distritos) |
| China                           | Regional | Macau | Macau | Macau | 7 freguesias |
| Chipre                          | Unitário | 6 eparchía/ilçe (eparquias, equivalente a distritos ou municípios) | 6 eparchía/ilçe (eparquias, equivalente a distritos ou municípios) | 6 eparchía/ilçe (eparquias, equivalente a distritos ou municípios) | 610 koinótita/toplum: 6 cidades capitais, além de vilas e aldeias) |
| Colômbia                        | Regional | 32 departamentos r | 1,102 municipios | Áreas rurais: 2,000+ corregimientos (corregimentos, equivalente a vilas) | veredas |
| Colômbia                        | Regional | 32 departamentos r | 1,102 municipios | Áreas urbanas: Comunas | barrios (bairros) |
| Colômbia                        | Regional | 1 Distrito Capital | 1 Distrito Capital | 20 localidades | barrios (bairros) |
| Comores                         | Federal  | 3 îles autonomes (ilhas autônomas, são estados federados) | 16 préfectures (16 prefeituras, equivalente a distritos) | 54 communes (comunas, equivalente a municípios) | 318 villes (cidades ou vilas) ou villages (aldeias) |
| Congo, República Democrática do | Unitário | 25 provinces (províncias) capitale (cidade capital, administrada por um governador)                                                                                                 | 145 territoires (territórios, equivalente a distritos) 32 villes (cidades, administradas por mairies, prefeitos) | 264 chefferies (chefaturas, administrada por chefes tradicionais) 470 secteurs (setores, administrada por chefes de setor) 311 communes (equivalente a município, administradas por burgomestres) | 6.070 groupements incorporé agrupamentos incorporados 2.401 quartiers (quartos) |
| Congo, República do             | Unitário | 12 départmentsr (departamentos) | 80+ districts (distritos) | communes (comunas, equivalente a municípios) | communes (comunas, equivalente a municípios) |
| Coreia do Norte                 | Unitário | nível de "província": 9 do p (circuitos) 3 t'ŭkpyŏlsi (cidades especiais) 1 chikhalsic (cidade administrada diretamente)                                                            | nível de "município": 150+ kun (condados) si (cidades) kuyŏk (região administrativa) ku (distritos) chigu (área) kwan'gwangjigu (região administrativa especial) | nível "submunicipal": tong (bairros) ŭp (vilas) ri (aldeias) rodongjagu(distritos de trabalhadores) | nível "submunicipal": tong (bairros) ŭp (vilas) ri (aldeias) rodongjagu(distritos de trabalhadores) |
| Coreia do Sul                   | Regional | nível de "província": 7 dop (7 circuitos) 1 teukbyeol jachido (circuito especial autônomo) 1 teukbyeol jachisi (cidade autônoma especial)                                           | nível de "município": 77 si (cidades) 77 gun (kun) (condados) | nível "submunicipal": gu(ku)d (distritos) ŭp(vilas) dong(bairros) ri (aldeias) | nível "submunicipal": gu(ku)d (distritos) ŭp(vilas) dong(bairros) ri (aldeias) |
| Coreia do Sul                   | Regional | 6 gwangyeoksi (6 cidades de nível provincial) | 44 gu(ku) (distritos) gun(kun) (condados) | dong (bairros) ŭp (vilas) myeon (povoados) | ri (aldeias) |
| Coreia do Sul                   | Regional | 1 teukbyeolsic (cidade especial) | gu(ku) (distritos) | dong (bairros) | dong (bairros) |
| Cosovo                          | Unitário | 7 rreth/distrikt (distritos) | 30 komunas/opština (municípios) | 30 komunas/opština (municípios) | 30 komunas/opština (municípios) |
| Costa do Marfim                 | Unitário | 14 districts (distritos) | 19 régions (regiões) | 58 départements (departamentos) | 180+ sous-préfectures(subprefeituras) Abaixo de sub-prefeitura: communes (comunas, equivalente a municípios) |
| Costa Rica                      | Unitário | 7 provincias | 80 cantones (cantões, equivalente a municípios) | 80 cantones (cantões, equivalente a municípios) | 450+ distritos |
| Croácia                         | Unitário | 21 županije (condados ou zupanatos) | 127 gradovi(vilas) 429 općine (municípios) | 4100 + mjesnih odbora (comunidade locais) | 6700 naselja (assentamentos) |
| Cuaite                          | Unitário | 6 muhāfazāt (províncias) | 132 manāṭiq (áreas) | 132 manāṭiq (áreas) | 132 manāṭiq (áreas) |
| Cuba                            | Unitário | 14 provincias 1 município especialc | 160+ municipios | 160+ municipios | 160+ municipios |

### D
| Reino da Dinamarca | Regional | Membro sênior do Reino: Dinamarca                 | 5 regioner (regiões) | 90+ kommuner (comunas, equivalente a municípios)                                                                                     | 90+ kommuner (comunas, equivalente a municípios)                                                     |
| Reino da Dinamarca | Regional | Ilhas Faroe (região autónoma)                     | 7 sýsla (regiões) | 30+ kommunur (comunas, equivalente a municípios)                                                                                     | |
| Reino da Dinamarca | Regional | Groenlândia (região autónoma)                     | 5 kommunia (comunas, equivalente a municípios) Kalaallit Nunaanni nuna eqqissisimatitaq (Parque Nacional do Nordeste da Gronelândia) | 5 kommunia (comunas, equivalente a municípios) Kalaallit Nunaanni nuna eqqissisimatitaq (Parque Nacional do Nordeste da Gronelândia) | |
| Djibuti            | Unitário | 6 régions (regiões)                               | 15 districts (distritos) 6 arrondissements (distritos urbanos) (somente dentro da Cidade de Djibuti)                                 | 15 districts (distritos) 6 arrondissements (distritos urbanos) (somente dentro da Cidade de Djibuti)                                 | 15 districts (distritos) 6 arrondissements (distritos urbanos) (somente dentro da Cidade de Djibuti) |
| Dominica           | Unitário | 10 parishes (paróquias, equivalente a freguesias) | 10 parishes (paróquias, equivalente a freguesias)                                                                                    | 10 parishes (paróquias, equivalente a freguesias)                                                                                    | |

### E
| Egito                  | Unitário | 27 muhāfazāt (províncias) | 271 marakizm (marcazes ou centros, equivalente a municípios) | 4,617+ qura (aldeias) ou aḥya (distritos) | subdistritos |
| El Salvador            | Unitário | 14 departamentos | 260+ municipios | 260+ municipios | 260+ municipios |
| Emirados Árabes Unidos | Federal  | 7 imarat (emirados) | [Regiões, setores e municípios] | [Distritos locais] | [Comunidades locais] |
| Equador                | Unitário | 24 provincias | 210+ cantonesm (cantões, equivalente a municípios) | 1000+ parroquias (paróquias, equivalente a freguesias) | 1000+ parroquias (paróquias, equivalente a freguesias) |
| Eritreia               | Unitário | 6 zoba (regiões) | 58 distritosd | Comunas m | Aldeias e Vilas |
| Eslováquia             | Unitário | 8 kraje (equivalente a regiões) | 70+ okresy (distritos) | 2890+ obce (municípios), dos quais temos 130+ mestá (cidades ou vilas)                                                                                        | katastrálne územia (áreas cadastrais) |
| Eslovênia              | Unitário | 210+ opčine (municípios) | 210+ opčine (municípios) | 210+ opčine (municípios) | 210+ opčine (municípios) |
| Espanha                | Regional | 17 comunidades autónomasr 2 ciudades autónomas (Os municípios de Ceuta e de Melilla) 3 plazas de soberanía | 50 provincias | 8100+ municipios | 8100+ municipios |
| Essuatíni              | Unitário | 4 tifundza ou regions (regiões) | 50+ tinkhundla | 360+ imiphakatsi (chefaturas) | 360+ imiphakatsi (chefaturas) |
| Estados Unidos         | Federal  | 50 states (estados) | 3000 + countiesm (condados, equivalentes a municípios) 20 boroughs (burgos) e 11 unorganized census areas (áreas censitárias não organizadas) (somente no Alaska) 64 parishes (paróquias) (somente na Louisiana) 40+ independent cities (cidades independentes) | Municipalities e Minor civil divisions (divisões civis menores) (incluindo cidades, vilas, distritos, aldeias, municipalities, etc): 35.930 órgãos municipais | Municipalities e Minor civil divisions (divisões civis menores) (incluindo cidades, vilas, distritos, aldeias, municipalities, etc): 35.930 órgãos municipais |
| Estados Unidos         | Federal  | 326 indian reservations (reservas indígenas) | | | |
| Estados Unidos         | Federal  | 1 federal district (distrito federal): | | | |
| Estados Unidos         | Federal  | Washington, D.C. | | | |
| Estados Unidos         | Federal  | 1 incorporated territory (território incorporado): | | | |
| Estados Unidos         | Federal  | Atol Palmyra (parte das Ilhas Menores Distantes) | | | |
| Estados Unidos         | Federal  | 1 unincorporated unorganized self-governing territory (território autônomo não incorporado e não organizado): | | | |
| Estados Unidos         | Federal  | Samoa Americana | 3 districts (distritos)m | 15 counties (condados) | 76 villages (aldeias) |
| Estados Unidos         | Federal  | Samoa Americana | 2 unorganized atolls (atóis não organizados) | | |
| Estados Unidos         | Federal  | 4 unincorporated organized territories (territórios não incorporados organizados): | | | |
| Estados Unidos         | Federal  | Guam | 19 villages (aldeias) (também conhecido como municipalities [municípios]) | 19 villages (aldeias) (também conhecido como municipalities [municípios])                                                                                     | 19 villages (aldeias) (também conhecido como municipalities [municípios])                                                                                     |
| Estados Unidos         | Federal  | Marianas Setentrionais | 4 municipalities (municípios) | 4 municipalities (municípios) | 4 municipalities (municípios) |
| Estados Unidos         | Federal  | Porto Rico | 70+ municípios | bairros | bairros |
| Estados Unidos         | Federal  | Ilhas Virgens Americanas | 3 districtsm (distritos) | 20 subdistricts (subdistritos) | 20 subdistricts (subdistritos) |
| Estados Unidos         | Federal  | 8 unincorporated unorganized territories (territórios não incorporados e não organizados) Ilhas Menores Distantes: Ilha Baker, Ilha Howland, Ilha Jarvis, Atol Johnston, Recife Kingman, Atol Midway, Ilha Navassa, Ilha Wake | | | |
| Estônia                | Unitário | 15 maakonnad (equivalente a regiões) | 15 linnad (municípios urbanos) | linnaosad(distritos urbanos) | asumid (assentamentos) |
| Estônia                | Unitário | 15 maakonnad (equivalente a regiões) | 64 vallad (municípios rurais) | kandid (distritos rurais) | 32 linnad (vilas) 12 alevid (burgos) 188 alevikud (pequenos burgos) 4,455 külad (aldeias, áreas de aldeias ou grupos de aldeias)                              |
| Etiópia                | Federal  | 9 kililoch (regiões, são estados federados) 2 astedader akababiwach(cidades privilegiadas) | 68 zonochs (zonas) | 600+ woreda(wereda) (distritos) | kebeles(bairros) |

### F
| Fiji      | Unitário | 4 division (divisões) | 14 provinces (provincias) | + 50 districts (distritos)                                                                                                   | + 50 districts (distritos)                                                                            |
| Fiji      | Unitário | 1 dependency (dependência) | | | |
| Filipinas | Regional | 16 rehiyong pampangasiwaan (regiões administrativas) 1 awtonomong rehiyon (região autônoma)                                             | 81 lalawigan ou probinsya (província) 38 malayang lungsod ou malayang siyudad (cidades independentes) 1 malayang bayan ou malayang munisipalidad(município que não está sob nenhuma autoridade provincial) | 136 bahaging lungsod ou bahaging siyudad (cidades sob supervisão provincial) 1494 karaniwang bayan ou munisipyo (municípios) | 41995 barangay (bairros)                                                                              |
| Finlândia | Regional | 20 maakunnat (equivalente a regiões) | 70+ seutukunnat (equivalente a sub-regiões) | 430+ kunnat (municípios), consistindo de kaupungit (municípios urbanos) e kunnat (municípios rurais).                        | 430+ kunnat (municípios), consistindo de kaupungit (municípios urbanos) e kunnat (municípios rurais). |
| Finlândia | Regional | Alanda (região autônoma) | 16 kommuner (kunnat)(municípios) | 16 kommuner (kunnat)(municípios)                                                                                             | 16 kommuner (kunnat)(municípios)                                                                      |
| França    | Regional | 18 régions (regiões) 13 na França Metropolitana 5 na França Ultramarina (possuem o mesmo status que as regiões da França Metropolitana) | 101 départements (departamentos) +Metrópole de Lyon | 342 arrondissements (distritos)                                                                                              | 36781 communes (comunas, equivalente a municípios)                                                    |
| França    | Regional | 1 propriedade privada estatal, localizada no ultramar, sob a autoridade direta do governo francês: Ilha de Clipperton                   | | | |
| França    | Regional | 5 collectivités d'outre-mer (coletividades ultramarinas)                                                                                | | | |
| França    | Regional | Polinésia Francesa | 5 subdivisions administratives (subdivisões administrativas) | 40+ communes (comunas) m | 40+ communes (comunas) m                                                                              |
| França    | Regional | São Bartolomeu | | | |
| França    | Regional | São Martinho | | | |
| França    | Regional | São Pedro e Miquelão | 2 communes (comunas) m | 2 communes (comunas) m | 2 communes (comunas) m                                                                                |
| França    | Regional | Wallis e Futuna | 3 royaumes coutumiers (reinos tradicionais) | 3 districts (distritos) (apenas em Uvea)                                                                                     | 3 districts (distritos) (apenas em Uvea)                                                              |
| França    | Regional | 1 collectivité sui generis (coletividade sui generis)                                                                                   | | | |
| França    | Regional | Nova Caledônia | 3 provinces (províncias) | 30+ communes (comunas)m | 30+ communes (comunas)m                                                                               |
| França    | Regional | 1 territoire d'outre-mer (território ultramarino)                                                                                       | | | |
| França    | Regional | Terras Austrais e Antárticas Francesas                                                                                                  | 5 districts (distritos) | 5 districts (distritos) | 5 districts (distritos)                                                                               |

### G
| Gabão            | Unitário | 9 provinces (províncias)                                                 | 49 départements (departamentos)                                                                                                 | 152 cantons (cantões), 52 communes (comunas), 29 districts (distritos)                                                          | 152 cantons (cantões), 52 communes (comunas), 29 districts (distritos)                                                          |
| Gâmbia           | Unitário | 5 regions (regiões) Banjulc                                              | 8 local government areas (áreas de governo local)                                                                               | 40+ districts (distritos) | 40+ districts (distritos) |
| Gana             | Unitário | 16 regions (regiões)                                                     | 210+ districts (distritos) | Comunidade de Tema | Comunidade de Tema |
| Gana             | Unitário | 16 regions (regiões)                                                     | 8 municipal districts (distritos municipais)                                                                                    | zones (zonas) | zones (zonas) |
| Gana             | Unitário | 16 regions (regiões)                                                     | 3 metropolitan districts (distritos metropolitanos)                                                                             | submetropolitan districts (distritos submetropolitanos)                                                                         | submetropolitan districts (distritos submetropolitanos)                                                                         |
| Geórgia          | Regional | 9 mkhare (regiões) 2 avt'onomiuri resp'ublik'a (repúblicas autónomas)    | 69 Munitsip’alit’et’ebi (municípios) 5 tvitmmartveli k'alak'i (cidades autónomas) 64 tvitmmartveli temi (comunidades autónomas) | 69 Munitsip’alit’et’ebi (municípios) 5 tvitmmartveli k'alak'i (cidades autónomas) 64 tvitmmartveli temi (comunidades autónomas) | 69 Munitsip’alit’et’ebi (municípios) 5 tvitmmartveli k'alak'i (cidades autónomas) 64 tvitmmartveli temi (comunidades autónomas) |
| Granada          | Unitário | 6 parishes (paróquias, equivalente a freguesias) 1 dependency            | 6 parishes (paróquias, equivalente a freguesias) 1 dependency                                                                   | 6 parishes (paróquias, equivalente a freguesias) 1 dependency                                                                   | 6 parishes (paróquias, equivalente a freguesias) 1 dependency                                                                   |
| Grécia           | Regional | 7 apokentroménes dioikíseis (administrações descentralizadas)            | 13 periféries (regiões) | 74 perifereiakés enótites (unidades regionais)                                                                                  | 330+ dímoi (municípios) |
| Grécia           | Regional | 1 aftonomi monastiki politeia (estado monástico autónomo): Monte Atos    | | | |
| Guatemala        | Unitário | 22 departamentos                                                         | 332 municipios | 332 municipios | 332 municipios |
| Guiana           | Unitário | 10 regions (regiões)                                                     | 27 neighbourhood councils (conselhos de bairros)                                                                                | 27 neighbourhood councils (conselhos de bairros)                                                                                | 27 neighbourhood councils (conselhos de bairros)                                                                                |
| Guiné            | Unitário | 8 régions (regiões)                                                      | 33 préfectures (prefeituras) | 330+ sous-préfectures (subprefeituras)                                                                                          | districts (distritos) sectors (setores)                                                                                         |
| Guiné            | Unitário | 8 régions (regiões)                                                      | 5 communes (equivalente a municípios)                                                                                           | | districts (distritos) sectors (setores)                                                                                         |
| Guiné-Bissau     | Unitário | 8 regiões (equivalente a distritos portugueses) 1 setor autônomo: Bissau | 30+ setores (administrados por municípios)                                                                                      | secções (equivalente a freguesias portuguesas, distritos municipais brasileiros e comunas angolanas)                            | secções (equivalente a freguesias portuguesas, distritos municipais brasileiros e comunas angolanas)                            |
| Guiné Equatorial | Unitário | 2 regiões                                                                | 8 províncias | 19 distritos | 37 municípios |

### H
| Haiti    | Unitário | 10 départements (departamentos)                                                | 42 arrondissements (distritos)        | 144 communes (comunas, equivalente a municípios) | 571 sections communalesf (secções comunais) |
| Honduras | Unitário | 18 departamentos                                                               | 298 municipios                        | 3731 aldeas                                      | 3731 aldeas                                 |
| Hungria  | Unitário | 19 vármegyék (condados) 23 megyei jogú város (cidades com direitos de condado) | 174 járás (distritos)                 | 3,152 városok (municípios)                       | 3,152 városok (municípios)                  |
| Hungria  | Unitário | 1 főváros (cidade capital)                                                     | 23 kerület (distritos) Ilha Margarida | 23 kerület (distritos) Ilha Margarida            | 23 kerület (distritos) Ilha Margarida       |

### I
| Iêmen          | Unitário | 19 muhāfazāt (províncias) Sanác | 333 mudiriyat d (diretórios) | Mudun (cidades) 2210+ uzaal(nas áreas rurais)                      | hayy (bairros, nas zonas urbanas) 38284 qariyya (aldeias) |
| Ilhas Marshall | Unitário | 33 municipalities (municípios) | 33 municipalities (municípios) | 33 municipalities (municípios)                                     | 33 municipalities (municípios) |
| Ilhas Salomão  | Regional | 9 provincesm (províncias) 1 capital territory (território capital)                                                                                         | 9 provincesm (províncias) 1 capital territory (território capital) | 9 provincesm (províncias) 1 capital territory (território capital) | 9 provincesm (províncias) 1 capital territory (território capital) |
| Índia          | Federal  | 28 rājya (estados) 7 saṅgh śāsit pradeś (territórios da união)                                                                                             | 102 manḍal (divisões) | 700+ zile (distritos)                                              | tahsīlen ou talukas (talucas, grosso modo: subdistritos ou municípios), abaixo delas temos: mahanagar nigam (corporações municipais) (5o nível) nagar pālikā (conselhos municipais) (5o nível) nagar pañcāyat (conselhos de vilas) (5o nível) grām pañcāyat (conselhos de aldeias) (5o nível) |
| Indonésia      | Regional | 37 provinsi(províncias) 9 daerah istimewa (regiões especiais) 1 daerah khusus ibukota (região especial da capital)                                         | 410+ kabupaten (regências) 90+ kota (cidades, anteriormente kotamadya ou gemeente [municípios]) | 7,094 kecamatan, distrik, kapanewon, kemantren (distritos )        | desa, kelurahan (vilas ou subdistritos) |
| Irã            | Unitário | 30 ostanha (províncias) | 310+ shahrestan (municípios) | bakhsh(distritos [municipais])                                     | dehestan (distritos rurais) shahr (cidades) |
| Iraque         | Federal  | 18 muhāfazāt (províncias) 1 iqlīm (região) | 120 aqḍiyah (cazas, significa literalmente "jurisdição") | 300 naḥiyat (anaias)                                               | qaryat (aldeias) |
| Irlanda        | Unitário | 26 countiesm (condados, equivalente a município) 3 cities (cidades) 2 cities and counties (cidades e condados)                                             | 2 metropolitan districts (distritos metropolitanos: Limerick e Waterford) 4 borough districts (distritos burgueses: Drogheda, Sligo, Clonmel e Wexford) 89 municipal districts (distritos municipais) | 3,440 electoral divisions (divisões eleitorais)                    | 18,641 small areas (pequenas áreas) 51,430 townlands |
| Islândia       | Unitário | 64 sveitarfélög (municípios) | 64 sveitarfélög (municípios) | 64 sveitarfélög (municípios)                                       | 64 sveitarfélög (municípios) |
| Israel         | Regional | 6 mehozot (distritos) Judeia e Samaria | 15 nafot (subdistritos) | 50+ regiões naturais)                                              | 77 arim (cidades) 124 moaṣot mekomiot (conselhos locais) 54 moaṣot azoriot (conselhos regionais) |
| Itália         | Regional | 20 regioni 15 Regioni a statuto ordinario (regiões com estatuto ordinário) 5 regioni autonome a statuto speciale (regiões autónomas com estatuto especial) | 100+ province (províncias) 2 province autonome (províncias autônomas: Trentino e Bolzano) | 7900+ comune (comunas, equivalente a municípios)                   | frazione comunale (frações comunais, equivalente a freguesias) |

### J
| Jamaica  | Unitário | 14 parishes (paróquias, equivalente a freguesias)                                                                               | 14 parishes (paróquias, equivalente a freguesias)                        | 14 parishes (paróquias, equivalente a freguesias)                                              | 14 parishes (paróquias, equivalente a freguesias) |
| Japão    | Regional | 47 todōfuken 1 to (metrópole, Tóquio) 1 dō (circuito, Hokkaidō) 2 fu (prefeituras urbanas, Quioto e Osaka) 43 ken (prefeituras) | 18 shichō (subprefeituras) 23 tokubetsu-ku (regiões especiais de Tóquio) | 1800+ shichōsonku (municípios) shi (cidades) chō (vila) son (aldeia) ku (bairros ou distritos) | ōaza, aza, chō, chōme                             |
| Jordânia | Unitário | 12 muhāfazāt (provincias) | 52 Alwiya (literalmente "bandeiras", equivalente a distrito)             | 89+ nawāḥī (anaias, equivale a subdistrito)                                                    | qurah                                             |

### L
| Laos          | Unitário | 17 khoueng(províncias) 1 nakhônlouang (prefeitura) c                | 140+ muang ou muong (distritos)                      | baan (aldeias)                                       | baan (aldeias)                                       |
| Lesoto        | Unitário | 10 districts (distritos)                                            | 80 constituencies (círculos eleitorais)              | 120+ community councils (conselhos da comunidade)    | 120+ community councils (conselhos da comunidade)    |
| Letônia       | Unitário | 36 novadi (municípios) 7 Republikas pilsētas (cidades da República) | 71 pilsētas (cidades/vilas) 510+ pagasti (paróquias) | 71 pilsētas (cidades/vilas) 510+ pagasti (paróquias) | 71 pilsētas (cidades/vilas) 510+ pagasti (paróquias) |
| Líbano        | Unitário | 6 muhāfazāt (províncias)                                            | 26 qadya (cada, significa literalmente "jurisdição") | 26 qadya (cada, significa literalmente "jurisdição") | 26 qadya (cada, significa literalmente "jurisdição") |
| Libéria       | Unitário | 15 counties (condados, equivalente a municípios)                    | 60+ districts (distritos)                            | 60+ districts (distritos)                            | 60+ districts (distritos)                            |
| Líbia         | Unitário | 22 sha'biyat (sem tradução exata, é um neologismo do árabe)         | 99 baladiyat (municípios)                            | 99 baladiyat (municípios)                            | 99 baladiyat (municípios)                            |
| Liechtenstein | Unitário | 11 Gemeinden (municípios)                                           | 11 Gemeinden (municípios)                            | 11 Gemeinden (municípios)                            | 11 Gemeinden (municípios)                            |
| Lituânia      | Unitário | 10 apskritys (sem tradução no português)                            | 60 savivaldybė (municípios)                          | 500+ seniūnijos (conselhos de anciãos)               | 500+ seniūnijos (conselhos de anciãos)               |
| Luxemburgo    | Unitário | 12 Kantone (Cantões)                                                | 102 Gemengen (municípios)                            | 24 quartierën (quarteirões)                          |                                                      |

### M
| Macedônia do Norte | Unitário | 80+ opštini (municípios) | 80+ opštini (municípios) | 80+ opštini (municípios) | 80+ opštini (municípios) | |
| Madagáscar         | Unitário | 22 faritra (regiões) | 110+ distrika (distritos) | 1500+ kaominina (comunas, equivalente a municípios) | 1500+ kaominina (comunas, equivalente a municípios) | |
| Malásia            | Federal  | 13 negeri (estados) 3 wilayah persekutuan (territórios federais) | bahagian (divisões) (somente nos estados de Sabah e Sarawak) 130+ daerah/jajahan (municípios ou distritos)(nos demais estados, exceto Perlis, o menor dos estados) mukim (sub-distritos ou paróquias, em Perlis) | 1,000+ mukim (sub-distritos ou paróquias) 130+ daerah/jajahan (municípios ou distritos)(em Sabah e Sarawak, se dividem em mukim) 21 presint (precintos) (somente em Putrajaia) | 1,000+ mukim (sub-distritos ou paróquias) 130+ daerah/jajahan (municípios ou distritos)(em Sabah e Sarawak, se dividem em mukim) 21 presint (precintos) (somente em Putrajaia) | |
| Maláui             | Unitário | 3 regions (regiões) | 28 districts (distritos) | 130+ traditional authorities (autoridades tradicionais) | 60+ subchiefdoms (subchefaturas) | |
| Maldivas           | Unitário | 17 atolls (atóis)d 4 cities (cidades) | 189 ilhasm | 189 ilhasm | 189 ilhasm | |
| Mali               | Unitário | 8 régions (regiões) Bamakoc | 40+ cercles (circulos) | 1400+ arrondissements (distritos) | 700+ communes (comunas, equivalente a municípios) | |
| Malta              | Unitário | 5 reġjun (regiões) | 68 kunsilli lokali (conselhos locais)m | 68 kunsilli lokali (conselhos locais)m | 68 kunsilli lokali (conselhos locais)m | |
| Marrocos           | Unitário | 16 jihatin (sem tradução para o português) | 13 eamalat (prefeituras) 60+ iiqlimi (sem tradução para o português) Estas duas divisões são coloquialmente chamadas de wilāyah (vilaietes) pela população. Não é um termo oficial                               | dayira (distritos ou círculo) | qada'u (caza, significa literalmente jurisdição) Se divide em baladiyah (baladias, equivalente a municípios) e jamaeat rifia (comunas rurais) no 5° nível                      | |
| Marrocos           | Unitário | 16 jihatin (sem tradução para o português) | 13 eamalat (prefeituras) 60+ iiqlimi (sem tradução para o português) Estas duas divisões são coloquialmente chamadas de wilāyah (vilaietes) pela população. Não é um termo oficial                               | 199 bashuyat (paxalatos) | baladiyah (baladias, equivalente a municípios) jamaeat hadaria (comunas urbanas) Se dividem em [distritos urbanos] (arrondissements em francês) no 5° nível                    | |
| Maurícia           | Unitário | Rodrigues | 14 zones (zonas) | 120+ Villes e villages (cidades e vilas) 173 localités (localidades) | 120+ Villes e villages (cidades e vilas) 173 localités (localidades) | |
| Maurícia           | Unitário | Maurícia | 9 districts (distritos) | 120+ Villes e villages (cidades e vilas) 173 localités (localidades) | 120+ Villes e villages (cidades e vilas) 173 localités (localidades) | |
| Maurícia           | Unitário | 2 îles éparses sans gouvernement (ilhas esparsas sem governo) (+ 2 em disputa) | | 120+ Villes e villages (cidades e vilas) 173 localités (localidades) | 120+ Villes e villages (cidades e vilas) 173 localités (localidades) | |
| Mauritânia         | Regional | 15 wilāyah (vilaietes, equivalente a região ou estado) A capital Nuaquexotec abrange 3 regiões | 50+ moughataas (departamentos) | baladiyah (baladias, equivalente a municípios) | baladiyah (baladias, equivalente a municípios) | |
| México             | Federal  | 31 estados | 2 400+ municipios | Localidades Alguns municípios estão subdivididos em delegaciones (delegações), demarcaciones (demarcações) ou alcaldías (prefeituras), alguns de forma incompleta.             | Localidades Alguns municípios estão subdivididos em delegaciones (delegações), demarcaciones (demarcações) ou alcaldías (prefeituras), alguns de forma incompleta.             | Localidades Alguns municípios estão subdivididos em delegaciones (delegações), demarcaciones (demarcações) ou alcaldías (prefeituras), alguns de forma incompleta. |
| México             | Federal  | 1 capital | 16 demarcaciones territorialesm | 16 demarcaciones territorialesm | 16 demarcaciones territorialesm | |
| Mianmar            | Unitário | 7 pyi-ne (estados) | 67 hkarine (distritos) | 330 mrui.nay (municípios) | - 3,183 yatkwet (sem tradução por português) - 13,602 kyaayyrwaraotehcu (grupo de aldeias na zona rural)                                                                       | |
| Mianmar            | Unitário | 7 tuing (regiões) | 67 hkarine (distritos) | 330 mrui.nay (municípios) | - 3,183 yatkwet (sem tradução por português) - 13,602 kyaayyrwaraotehcu (grupo de aldeias na zona rural)                                                                       | |
| Mianmar            | Unitário | 1 pyi‌htaunghcunaalmyay (território da União) | 67 hkarine (distritos) | 330 mrui.nay (municípios) | - 3,183 yatkwet (sem tradução por português) - 13,602 kyaayyrwaraotehcu (grupo de aldeias na zona rural)                                                                       | |
| Mianmar            | Unitário | 5 ypaingôkchôkkwangayadetha (zonas auto-administradas) | | 330 mrui.nay (municípios) | - 3,183 yatkwet (sem tradução por português) - 13,602 kyaayyrwaraotehcu (grupo de aldeias na zona rural)                                                                       | |
| Mianmar            | Unitário | 1 kopine aotehkyaote hkwngr tine (divisão auto-administrada) | | 330 mrui.nay (municípios) | - 3,183 yatkwet (sem tradução por português) - 13,602 kyaayyrwaraotehcu (grupo de aldeias na zona rural)                                                                       | |
| Micronésia         | Federal  | 4 states (estados) | 70+ municipalities (municípios) | 70+ municipalities (municípios) | 70+ municipalities (municípios) | |
| Moçambique         | Unitário | 11 províncias (equivalente a distritos portugueses e províncias angolanas) | 120+ distritos (parcialmente equivalente aos municípios de Portugal, Brasil e Angola) 65 municípios (distritos com governo local)                                                                                | 400+ postos administrativos (equivalente a freguesias portuguesas, distritos municipais brasileiros e comunas angolanas)                                                       | Cidades Vilas Povoações (equivalente a aldeias portuguesas) localidades (pequenos assentamentos na zona rural)                                                                 | |
| Moldávia           | Regional | 32 raioane (distritos) 3 Municipii la nivel de district (municípios de nível de distrito) 2Unități teritoriale autonome (unidades territoriais autônomas): Gagaúzia e Margem Esquerda do Dniester | 10 municipii (municípios) 50 orașe (cidades) 60+ [localidades de cidades] 660+ sate (aldeias) 880+[localidades de aldeias]                                                                                       | 10 municipii (municípios) 50 orașe (cidades) 60+ [localidades de cidades] 660+ sate (aldeias) 880+[localidades de aldeias]                                                     | 10 municipii (municípios) 50 orașe (cidades) 60+ [localidades de cidades] 660+ sate (aldeias) 880+[localidades de aldeias]                                                     | |
| Mônaco             | Unitário | 1 commune (comuna, equivalente a município): Comuna de Mônaco | 10 quartiers (bairros, equivalente a freguesias portuguesas e distritos municipais brasileiros) | 10 quartiers (bairros, equivalente a freguesias portuguesas e distritos municipais brasileiros)                                                                                | 10 quartiers (bairros, equivalente a freguesias portuguesas e distritos municipais brasileiros)                                                                                | |
| Mongólia           | Unitário | 21 aimags (províncias, originalmente significava "tribo") | 331 sums (sumus, significa literalmente "flechas", equivalente a municípios) | 1538 bags (significa literalmente "equipes", equivalente a freguesias portuguesas ou distritos municipais brasileiros)                                                         | 1538 bags (significa literalmente "equipes", equivalente a freguesias portuguesas ou distritos municipais brasileiros)                                                         | |
| Mongólia           | Unitário | 1 niislel (capital) | 9 düüregs (distritos) | 132 khoroos (comitês) | 132 khoroos (comitês) | |
| Montenegro         | Unitário | 25 opštine (municípios) | 1,256 naselja (assentamentos) | 1,256 naselja (assentamentos) | 1,256 naselja (assentamentos) | |

### N
| Namíbia       | Unitário | 14 regions (regiões)                                                             | 100+ constituencies (círculos eleitorais)                                                                               | cities (cidades) towns (vilas) villages (aldeias) settlements (assentamentos) | cities (cidades) towns (vilas) villages (aldeias) settlements (assentamentos) |                                        |
| Nauru         | Unitário | 14 districts (distritos)                                                         | 14 districts (distritos)                                                                                                | 14 districts (distritos) | 14 districts (distritos) |                                        |
| Nepal         | Federal  | 7 pradesh (províncias)                                                           | 77 jilla (distritos) | 6 mahānagarpālikā (cidades metropolitanas) 11 upa-mahānagarpālikā (cidades sub-metropolitanas) 276 nagarpālikā (municípios) 486 gāunpālikā (municípios rurais)                      | 6743 wadā (é um estrangeirismo na língua nepalesa, vindo do inglês (ward) |                                        |
| Nicarágua     | Regional | 15 departamentos 2 regiones autónomas (regiões autônomas)                        | 150+ municipios | 150+ municipios | 150+ municipios |                                        |
| Níger         | Unitário | 7 régions (regiões) Comunidade Urbana de Niameyc                                 | 36 départements (departamentos)                                                                                         | 265 communes (comunas, equivalente a municípios), incluindo 52 urbanos e 213 rurais 4 communautés urbaines (comunidades urbanas) que reúnem as comunas urbanas das maiores cidades. | 265 communes (comunas, equivalente a municípios), incluindo 52 urbanos e 213 rurais 4 communautés urbaines (comunidades urbanas) que reúnem as comunas urbanas das maiores cidades. |                                        |
| Nigéria       | Federal  | 36 states (estados) 1 federal capital territoryc (território da capital federal) | 770+ local government areas (áreas de governo local)                                                                    | 770+ local government areas (áreas de governo local) | 770+ local government areas (áreas de governo local) |                                        |
| Noruega       | Regional | 15 fylker (condados)                                                             | ±354 kommuner (comunas, equivalente a municípios) 3 herader (significa literalmente "centena", equivalente a município) | ±354 kommuner (comunas, equivalente a municípios) 3 herader (significa literalmente "centena", equivalente a município)                                                             | ±354 kommuner (comunas, equivalente a municípios) 3 herader (significa literalmente "centena", equivalente a município)                                                             |                                        |
| Noruega       | Regional | Oslo (capital, híbrido de condado e município)                                   | 15 bydeler (burgos) 2 não-burgos                                                                                        | 15 bydeler (burgos) 2 não-burgos | 15 bydeler (burgos) 2 não-burgos |                                        |
| Noruega       | Regional | 2 áreas ultramarinas integrais: Svalbard e Jan Mayen                             | | | |                                        |
| Noruega       | Regional | 3 Dependências: Ilha Bouvet, Ilha Pedro I e Terra da Rainha Maud                 | | | |                                        |
| Nova Zelândia | Regional |                                                                                  | | | |                                        |
| Nova Zelândia | Regional | Reino da Nova Zelândia                                                           | | | |                                        |
| Nova Zelândia | Regional | Nova Zelândia                                                                    | 11 non unitary regions (regiões não-unitárias)                                                                          | 50+ districts (distritos) 13 cities (cidades) | wards (significa literalmente "ala", é uma unidade eleitoral) |                                        |
| Nova Zelândia | Regional | Nova Zelândia                                                                    | 1 special territorial authority (autoridade territorial especial): Ilhas Chatham                                        | | |                                        |
| Nova Zelândia | Regional | Nova Zelândia                                                                    | 5 unitary authority (autoridades unitárias)                                                                             | | |                                        |
| Nova Zelândia | Regional | Nova Zelândia                                                                    | 3 outlying islands (ilhas periféricas): Ilhas Kermadec Ilhas Subantárcticas Neozelandesas Ilhas Três Reis               | | |                                        |
| Nova Zelândia | Regional | Dependência de Ross                                                              | | | |                                        |
| Nova Zelândia | Regional | 2 estados em livre associação:                                                   | | | |                                        |
| Nova Zelândia | Regional | Ilhas Cook                                                                       | 10+ island councils (conselhos insulares, equivalente a municípios)                                                     | districts (distritos) | tapere (sem tradução para o português) | tapere (sem tradução para o português) |
| Nova Zelândia | Regional | Niue                                                                             | 14 villages (aldeias)                                                                                                   | 14 villages (aldeias) | 14 villages (aldeias) |                                        |
| Nova Zelândia | Regional | 1 território auto-administrado:                                                  | | | |                                        |
| Nova Zelândia | Regional | Toquelau                                                                         | 3 island councils (conselhos insulares, equivalente a municípios)                                                       | 3 island councils (conselhos insulares, equivalente a municípios) | 3 island councils (conselhos insulares, equivalente a municípios) |                                        |

### O
| Omã | Unitário | 11 muhāfazāt (províncias) | 60+ wilāyat (vilaietes, equivalente a regiões) | 60+ wilāyat (vilaietes, equivalente a regiões) | 60+ wilāyat (vilaietes, equivalente a regiões) |

### P
| Países Baixos    | Regional | 4 Países Constituintes do Reino dos Países Baixos                                                                         | 4 Países Constituintes do Reino dos Países Baixos                                                              | 4 Países Constituintes do Reino dos Países Baixos                                                                                         | 4 Países Constituintes do Reino dos Países Baixos                                                                                         |           |
| Países Baixos    | Regional | Países Baixos | 12 provincies (províncias)                                                                                     | 342 gemeenten (municípios) | deelgemeenten (distritos urbanos) |           |
| Países Baixos    | Regional | Países Baixos | 3 openbaar lichaam (corpos públicos) (Países Baixos Caribenhos)                                                | Bonaire | 2 vilas, bairros |           |
| Países Baixos    | Regional | Países Baixos | 3 openbaar lichaam (corpos públicos) (Países Baixos Caribenhos)                                                | Santo Eustáquio | bairros |           |
| Países Baixos    | Regional | Países Baixos | 3 openbaar lichaam (corpos públicos) (Países Baixos Caribenhos)                                                | Saba | 4 aldeias |           |
| Países Baixos    | Regional | Aruba | 8 regiões | 8 regiões | 8 regiões | 8 regiões |
| Países Baixos    | Regional | Curação | 2 distritos e 1 cidade especial                                                                                | 10 áreas | 4 quartos de vila |           |
| Países Baixos    | Regional | São Martinho | 8 unidades administrativas                                                                                     | 8 unidades administrativas | 8 unidades administrativas |           |
| Palau            | Unitário | 16 states (estados) | town councils (conselhos de vila) village halls (salões de aldeia) traditional villages (aldeias tradicionais) | town councils (conselhos de vila) village halls (salões de aldeia) traditional villages (aldeias tradicionais)                            | town councils (conselhos de vila) village halls (salões de aldeia) traditional villages (aldeias tradicionais)                            |           |
| Palestina        | Unitário | 16 muhāfazāt (províncias)                                                                                                 | 121 conselhos municipais 355 conselhos de aldeia                                                               | conselhos locais (Jerusalém Oriental) | conselhos locais (Jerusalém Oriental) |           |
| Panamá           | Unitário | 9 provincias | 70+ distritos (equivalente a municípios)                                                                       | corregimientos (equivalente a freguesias portuguesas ou distritos municipais brasileiros) 2 comarcas indígenas de nível de corregimientos | corregimientos (equivalente a freguesias portuguesas ou distritos municipais brasileiros) 2 comarcas indígenas de nível de corregimientos |           |
| Panamá           | Unitário | 4 comarcas indígenas de nível de provincias                                                                               | 11 distritos                                                                                                   | corregimientos | corregimientos |           |
| Papua-Nova Guiné | Regional | 20 provinces (província) 1 autonomous region (região autônoma) 1 national capital district (distrito da capital nacional) | districts (distritos)                                                                                          | local-level government areas (áreas de governo de nível local)                                                                            | local-level government areas (áreas de governo de nível local)                                                                            |           |
| Paquistão        | Federal  | 4 soobay (províncias, são estados federados) 2 khud mukhtaar ilaqay (territórios autônomos)                               | 38 division (divisões)                                                                                         | 100+ azla (distritos) | 596 tahsilsou tehsils (sem tradução no português)                                                                                         |           |
| Paquistão        | Federal  | 1 wifaqi dar-al-hakoomat ilaqa (território da capital federal)                                                            | 5 zonz (zonas)                                                                                                 | 27 union konslz (conselhos da união) | 27 union konslz (conselhos da união) |           |
| Paraguai         | Unitário | 17 departamentos 1 distrito capital                                                                                       | 263 municipios (tambem denominados distritos ou ciudades [cidades])                                            | 263 municipios (tambem denominados distritos ou ciudades [cidades])                                                                       | 263 municipios (tambem denominados distritos ou ciudades [cidades])                                                                       |           |
| Peru             | Regional | 26 regiones - 24 departamentos - 1 Provincia Constitucional - 1 Municipalidad Metropolitana (município metropolitano)     | 190+ províncias                                                                                                | 1800+ distritos | 2600+ centros poblados (centro povoados)                                                                                                  |           |
| Polônia          | Unitário | 16 województwa (voivodias, equivalente a províncias)                                                                      | 310+ powiaty rurais (condados ou distritos rurais)                                                             | 2478 gminy (municípios) | 40,740 sołectwa (zona rural) dzielnice ou osiedla (zona urbana) (sem tradução para o português)                                           |           |
| Polônia          | Unitário | 16 województwa (voivodias, equivalente a províncias)                                                                      | 60+ powiat grodzki (condados ou distritos urbanos)                                                             | | 40,740 sołectwa (zona rural) dzielnice ou osiedla (zona urbana) (sem tradução para o português)                                           |           |
| Portugal         | Regional | 18 distritos 2 regiões autônomas                                                                                          | 308 concelhos ou municípios                                                                                    | 3092 freguesias | 3092 freguesias |           |

### Q
| Quênia      | Regional | 47 counties ou kaunti (condados)                                | 262 subcounties ou kaunti ndogo (subcondados) | 2400+ localitions ou mtaa (localidades).             | 2400+ Cidades e vilas Aldeias (vijiji)               |
| Quirguistão | Unitário | 7 oblasttar (regiões) 2 šaarlar (keneš) (cidades independentes) | 40+ rayonlar (distritos) 14 gorkeneš (vilas)  | aiyl okmotus(comunidades rurais ou distritos rurais) | aiyl okmotus(comunidades rurais ou distritos rurais) |
| Quiribáti   | Unitário | Nenhuma                                                         | Nenhuma                                       | Nenhuma                                              | Nenhuma                                              |

### R
| Reino Unido                         | Regional | 4 países constituintes | 4 países constituintes | 4 países constituintes | 4 países constituintes |                                                           |                                                           |
| Reino Unido                         | Regional | 1 país constituinte sem devolução: | | | |                                                           |                                                           |
| Reino Unido                         | Regional | Inglaterra | Grande Londresc | Cidade de Londres | 25 wards (significa literalmente "ala", é uma unidade eleitoral) |                                                           |                                                           |
| Reino Unido                         | Regional | Inglaterra | Grande Londresc | 32 boroughs (burgos) (inclui 1 cidade) | areas (áreas) |                                                           |                                                           |
| Reino Unido                         | Regional | Inglaterra | 6 metropolitan counties (condados metropolitanos) | 36 metropolitan boroughs (burgos metropolitanos) | 10,449 parishes (paróquias) com algumas áreas sem paróquia |                                                           |                                                           |
| Reino Unido                         | Regional | Inglaterra | 21 two-tier non-metropolitan counties (condados não-metropolitanos de segundo nível) | 160+ Non-metropolitan district (Distritos não-metropolitanos) | 10,449 parishes (paróquias) com algumas áreas sem paróquia |                                                           |                                                           |
| Reino Unido                         | Regional | Inglaterra | Berkshire (não-governamental, não-metropolitano) | 6 non-metropolitan districts (distritos não-metropolitanos) | 10,449 parishes (paróquias) com algumas áreas sem paróquia |                                                           |                                                           |
| Reino Unido                         | Regional | Inglaterra | 56 unitary authorities (autoridades unitárias) Ilhas de Scilly (sui generis) | | 10,449 parishes (paróquias) com algumas áreas sem paróquia |                                                           |                                                           |
| Reino Unido                         | Regional | 3 países constituintes com devolução: | | | |                                                           |                                                           |
| Reino Unido                         | Regional | Irlanda do Norte | 11 Local Government Districts (Distritos de Governo Local) | 11 Local Government Districts (Distritos de Governo Local) | 11 Local Government Districts (Distritos de Governo Local) |                                                           |                                                           |
| Reino Unido                         | Regional | Escócia | 32 council areas ou comhairlean (áreas de conselho) | 1300+ comunidades | 1300+ comunidades |                                                           |                                                           |
| Reino Unido                         | Regional | País de Gales | 22 principal areas ou Prif ardaloedd Cymru (11 condados burgos e 11 condados) | 870+ comunidades | 870+ comunidades |                                                           |                                                           |
| Reino Unido                         | Regional | 3 dependências da coroa: | | | |                                                           |                                                           |
| Reino Unido                         | Regional | Guernsey | 3 jurisdictions (jurisdições) | 3 jurisdictions (jurisdições) | 3 jurisdictions (jurisdições) |                                                           |                                                           |
| Reino Unido                         | Regional | Guernsey | Alderney | (contíguo com a paróquia não administrativa de St Anne) | (contíguo com a paróquia não administrativa de St Anne) |                                                           |                                                           |
| Reino Unido                         | Regional | Guernsey | Guernsey | 10 parishes (paróquias) | A paróquia de Saint Peter Port é dividida em quatro cantons (cantões), excluindo Herm e Jethou |                                                           |                                                           |
| Reino Unido                         | Regional | Guernsey | Sark | (contíguo com a paróquia não administrativa de St Peter) | (contíguo com a paróquia não administrativa de St Peter) |                                                           |                                                           |
| Reino Unido                         | Regional | Jersey | 12 parishes (paróquias) | 48 vingtaines | 48 vingtaines |                                                           |                                                           |
| Reino Unido                         | Regional | Jersey | 12 parishes (paróquias) | 6 cueillettes | |                                                           |                                                           |
| Reino Unido                         | Regional | Ilha de Man | 6 sheadings | 15 parishes (paróquias), 9 towns (vilas) e villages (aldeias) | 15 parishes (paróquias), 9 towns (vilas) e villages (aldeias) |                                                           |                                                           |
| Reino Unido                         | Regional | 14 territórios ultramarinos: | | | |                                                           |                                                           |
| Reino Unido                         | Regional | Acrotíri e Deceleia | | | |                                                           |                                                           |
| Reino Unido                         | Regional | Anguila | 14 districts (distritos) | 14 districts (distritos) | 14 districts (distritos) |                                                           |                                                           |
| Reino Unido                         | Regional | Bermudas | 9 parishes (paróquias) 2 municipalities (municípios) | 9 parishes (paróquias) 2 municipalities (municípios) | 9 parishes (paróquias) 2 municipalities (municípios) |                                                           |                                                           |
| Reino Unido                         | Regional | Gibraltar | 7 major residential areas (áreas residenciais principais) | 7 enumeration areas (áreas de enumeração) | 7 enumeration areas (áreas de enumeração) |                                                           |                                                           |
| Reino Unido                         | Regional | Ilhas Caimã | 7 districts (distritos) | 7 districts (distritos) | 7 districts (distritos) |                                                           |                                                           |
| Reino Unido                         | Regional | Ilhas Malvinas | 2 constituencies (circulos eleitorais) | 2 constituencies (circulos eleitorais) | 2 constituencies (circulos eleitorais) |                                                           |                                                           |
| Reino Unido                         | Regional | Ilhas Virgens Britânicas | 5 districts (distritos) | 5 districts (distritos) | 5 districts (distritos) |                                                           |                                                           |
| Reino Unido                         | Regional | Monserrate | 3 parishes (paróquias) | 3 parishes (paróquias) | 3 parishes (paróquias) |                                                           |                                                           |
| Reino Unido                         | Regional | Ilhas Picárnia | 4 islands (ilhas) | 4 islands (ilhas) | 4 islands (ilhas) |                                                           |                                                           |
| Reino Unido                         | Regional | Santa Helena, Ascensão e Tristão da Cunha | 3 constituent parts (partes constituintes) | 3 constituent parts (partes constituintes) | 3 constituent parts (partes constituintes) |                                                           |                                                           |
| Reino Unido                         | Regional | Santa Helena, Ascensão e Tristão da Cunha | Santa Helena (território) | 8 districts (distritos) | 8 districts (distritos) |                                                           |                                                           |
| Reino Unido                         | Regional | Santa Helena, Ascensão e Tristão da Cunha | Ilha de Ascensão | | |                                                           |                                                           |
| Reino Unido                         | Regional | Santa Helena, Ascensão e Tristão da Cunha | Tristão da Cunha | | |                                                           |                                                           |
| Reino Unido                         | Regional | Ilhas Geórgia do Sul e Sandwich do Sul | 2 island groups (grupos de ilhas) | 2 island groups (grupos de ilhas) | 2 island groups (grupos de ilhas) |                                                           |                                                           |
| Reino Unido                         | Regional | Ilhas Turcas e Caicos | 6 districts (distritos) | 6 districts (distritos) | 6 districts (distritos) |                                                           |                                                           |
| Reino Unido                         | Regional | Território Antártico Britânico | | | |                                                           |                                                           |
| Reino Unido                         | Regional | Território Britânico do Oceano Índico | | | |                                                           |                                                           |
| República Árabe Saaraui Democrática | Unitário | 4 wilayat (regiões ou estados) | 25 daïras (distritos) | 25 daïras (distritos) | 25 daïras (distritos) |                                                           |                                                           |
| República Centro-Africana           | Unitário | 20 préfectures | 80+ sous-préfectures (subprefeituras) | 190+ communes (comunas, equivalente a municípios) | 190+ communes (comunas, equivalente a municípios) | 190+ communes (comunas, equivalente a municípios)         |                                                           |
| República Centro-Africana           | Unitário | 1 commune autonome (comuna autônoma): Bangui | 4 sous-préfectures (subprefeituras) | 8 arrondissements (distritos urbanos) | 8 arrondissements (distritos urbanos) |                                                           |                                                           |
| República Centro-Africana           | Unitário | 1 commune autonome (comuna autônoma): Bangui | 4 sous-préfectures (subprefeituras) | 2 communes (comunas) | |                                                           |                                                           |
| República Dominicana                | Unitário | 31 provincias Distrito Nacional | 150+ municipios | 40+ distritos municipales (distritos municipais) | 40+ distritos municipales (distritos municipais) |                                                           |                                                           |
| Romênia                             | Unitário | 40+ județe (distritos) | 100+ municipii (municípios ou cidades ) 160+ orașe (vilas) 2600+ comunas (comunas, que neste país se refere a áreas rurais)                                                                               | 100+ municipii (municípios ou cidades ) 160+ orașe (vilas) 2600+ comunas (comunas, que neste país se refere a áreas rurais) | 100+ municipii (municípios ou cidades ) 160+ orașe (vilas) 2600+ comunas (comunas, que neste país se refere a áreas rurais) |                                                           |                                                           |
| Romênia                             | Unitário | Bucarestec | 6 sectoare (setores) | 6 sectoare (setores) | 6 sectoare (setores) |                                                           |                                                           |
| Ruanda                              | Unitário | 5 intara (provínicias) | 30 uturere (distritos) | 410+ imirenge (setores) | 9100+ utugari (células) 5º nivel administrativo: akagari (aldeias) |                                                           |                                                           |
| Rússia                              | Federal  | 83 subyekty federatsii (súditos ou sujeitos da federação) | 83 subyekty federatsii (súditos ou sujeitos da federação) | 83 subyekty federatsii (súditos ou sujeitos da federação) | 83 subyekty federatsii (súditos ou sujeitos da federação) | 83 subyekty federatsii (súditos ou sujeitos da federação) | 83 subyekty federatsii (súditos ou sujeitos da federação) |
| Rússia                              | Federal  | "Estatoides": 48 oblasti (regiões) 24 respubliki (repúblicas) 4 avtonomnyye okruga (circuitos autônomos) 9 kraya (territórios) 1 avtonomnaya oblast (região autônoma) | Nivel distrital 2000+ raiony (distritos) zakrytyye administrativno-territorial'nyye obrazovaniya (entidades administrativo-territoriais fechadas) vnutrigorodskiye okruga (circuitos de cidades federais) | Nível subdistrital Divisões administrativas das subdivisões russas: 1 ) goroda, gorodskiye administrativno-territorial'nyye yedinitsy (cidades, unidades administrativas-territoriais urbanas) 2) posolki gorodskogo tipa, poselkovyye administrativno-territorial'nyye yedinitsy (assentamentos de tipo urbano, unidades administrativo-territoriais de assentamento) 3) sel'skiye administrativno-territorial'nyye (territorial'nyye) yedinitsy (unidades administrativo-territoriais rurais) 4) vnutrigorodskiye rayony (okruga) (distritos intraurbanos [circuitos]) | naselonnyye punkty (áreas povoadas) |                                                           |                                                           |
| Rússia                              | Federal  | 2 federalnyye goroda (cidades federais): | | | |                                                           |                                                           |
| Rússia                              | Federal  | Moscouc | 12 admin.okruga [administrativnyye okruga ("circuitos administrativos"), às vezes descrito como (vnutri)gorodskiye okruga ("circuitos (intra)urbanos")].                                                  | 120+ raiony[às vezes descrito como (vnutri)gorodskiye raiony ("distritos (intra)urbanos")] | 120+ raiony[às vezes descrito como (vnutri)gorodskiye raiony ("distritos (intra)urbanos")] |                                                           |                                                           |
| Rússia                              | Federal  | São Petersburgo | 18 raiony (áreas) | 80+ mun. okruga [munitsipalnyye obrazovaniya: okruga ("entidades municipais: circuitos") 20+ mun. posyolki [munitsipalnyye obrazovaniya: posyolki ("entidades municipais: assentamentos")] 9 mun. goroda [munitsipalnyye obrazovaniya: gorsovet ("entidades municipais: vilas")] | 80+ mun. okruga [munitsipalnyye obrazovaniya: okruga ("entidades municipais: circuitos") 20+ mun. posyolki [munitsipalnyye obrazovaniya: posyolki ("entidades municipais: assentamentos")] 9 mun. goroda [munitsipalnyye obrazovaniya: gorsovet ("entidades municipais: vilas")] |                                                           |                                                           |
| Rússia                              | Federal  | Sebastopol | 4 raiony (distritos) | 4 raiony (distritos) | 4 raiony (distritos) |                                                           |                                                           |

### S
| Samoa                    | Unitário | 11 itūmālō (distritos)                                                       | 11 itūmālō (distritos)                                                                                   | 11 itūmālō (distritos)                                                                                   | 11 itūmālō (distritos)                                                                                   |
| San Marino               | Unitário | 9 castelli (castelos, equivalente a municípios)                              | 43 curazie (equivalente as freguesias portuguesas)                                                       | 43 curazie (equivalente as freguesias portuguesas)                                                       | 43 curazie (equivalente as freguesias portuguesas)                                                       |
| Santa Lúcia              | Unitário | 10 districts (distritos, equivalente a freguesias portuguesas)               | 10 districts (distritos, equivalente a freguesias portuguesas)                                           | 10 districts (distritos, equivalente a freguesias portuguesas)                                           | 10 districts (distritos, equivalente a freguesias portuguesas)                                           |
| São Cristóvão e Neves    | Federal  | São Cristovãom,e                                                             | 9 parishes (paróquias, equivalente a freguesias)                                                         | 9 parishes (paróquias, equivalente a freguesias)                                                         | 9 parishes (paróquias, equivalente a freguesias)                                                         |
| São Cristóvão e Neves    | Federal  | Nevesm,e                                                                     | 5 parishes (paróquias, equivalente a freguesias portuguesas)                                             | 5 parishes (paróquias, equivalente a freguesias portuguesas)                                             | 5 parishes (paróquias, equivalente a freguesias portuguesas)                                             |
| São Tomé e Príncipe      | Regional | 2 províncias (equivalente a municípios portugueses, brasileiros e angolanos) | 7 distritos (equivalente a freguesias portuguesas, distritos municipais brasileiros e comunas angolanas) | 7 distritos (equivalente a freguesias portuguesas, distritos municipais brasileiros e comunas angolanas) | 7 distritos (equivalente a freguesias portuguesas, distritos municipais brasileiros e comunas angolanas) |
| São Vicente e Granadinas | Unitário | 6 parishes (paróquias, equivalente a freguesias)                             | 6 parishes (paróquias, equivalente a freguesias)                                                         | 6 parishes (paróquias, equivalente a freguesias)                                                         | 6 parishes (paróquias, equivalente a freguesias)                                                         |
| Seicheles                | Unitário | 26 districts (distritos)                                                     | 26 districts (distritos)                                                                                 | 26 districts (distritos)                                                                                 | 26 districts (distritos)                                                                                 |
| Senegal                  | Unitário | 14 régions                                                                   | 40+ départements (departamentos)                                                                         | 100+ arrondissements                                                                                     | 110 communnes (comunas) e 320 communautés rurales (comunidades rurais)                                   |
| Sri Lanka                | Regional | 8 paḷāta ou mākāṇam (províncias, em cingalês e tamil)                        | 25 distrikka ou māvaṭṭam (distritos, em cingalês e tamil)                                                | 320+ prādēśīya lēkam koṭṭhāsa ou Piratēca ceyalakaṅkaḷ (secretarias divisionais, em cingalês e tamil)    | grāma ou kirāma (aldeias, em cingalês e tamil)                                                           |
| Serra Leoa               | Unitário | 3 provinces 1 area (províncias e área)                                       | 15 districts (distritos)                                                                                 | 190 + chiefdoms (chefias)                                                                                | 190 + chiefdoms (chefias)                                                                                |
| Sérvia                   | Regional | Belgradoc Sérvia Central 2 províncias autônomas                              | 29 okrugsd Belgradoc                                                                                     | 100+ opštinasm                                                                                           | |
| Singapura                | Unitário | 5 distritos                                                                  | (GR e SM circunscrições)                                                                                 | (80+ circunscrições)                                                                                     | |
| Síria                    | Unitário | 14 muhāfazāt                                                                 | 60 manaţiqd                                                                                              | nawahi                                                                                                   | [aldeias]                                                                                                |
| Somália                  | Federal  | 18 goboladar                                                                 | 75 distritosd                                                                                            | | |
| Sudão                    | Federal  | 26 vilaietes                                                                 | 130+ distritos                                                                                           | | |
| Sudão do Sul             | Federal  | 28 estados                                                                   | 85 condados                                                                                              | Payams                                                                                                   | Bomas |
| Suécia                   | Unitário | 21 län                                                                       | 290 kommunerm                                                                                            | församlingar                                                                                             | |
| Suíça                    | Federal  | 26 cantões                                                                   | 150 distritos                                                                                            | cercles                                                                                                  | comunasm                                                                                                 |
| Suriname                 | Unitário | 10 distritosd                                                                | 60+ ressorten                                                                                            | | |

### T
| Tailândia         | Unitário | 70+ changwatp                                   | 790+ amphoed 80+ king amphoe                    | 7200+ tambon       | muban (chumchon)             |
| Tailândia         | Unitário | Bangkokc                                        | khêtd                                           | kwaeng             |                              |
| Tajiquistão       | Regional | Províncias de Tajiquistão Duchambéc             | 60+ Anaia (subdistrito)'d 14 cidades 2 hukumati | (jamoats)          | ([aldeias])                  |
| Tanzânia          | Regional | 26 mkoar                                        | 120+ vilaietesd                                 | [divisões]         | [wards] em seguida [aldeias] |
| Tchéquia          | Unitário | 14 krajer                                       | 77 okresyd 3 statutární města                   | města, obcem       | katastrální území            |
| Tchéquia          | Unitário | Pragac                                          | 15? obvodyd                                     |                    |                              |
| Timor-Leste       | Unitário | 13 municípiosd 1 região administrativa especial | 65 postos administrativos                       | 452 sucos          |                              |
| Togo              | Unitário | 5 regiões                                       | 30 prefeituras                                  |                    |                              |
| Tonga             | Unitário | 5 divisões                                      | 23 distritos                                    |                    |                              |
| Trindade e Tobago | Regional | 11 regiões 3 burgos 2 cidades                   |                                                 |                    |                              |
| Tunísia           | Unitário | 24 vilaietes                                    | mutamadiadosd                                   | xecadosm           |                              |
| Turquemenistão    | Unitário | 5 vilaietesp Asgabatec                          | 70+ adyndaky etraplard 40+ etraplard 15 [vilas] |                    |                              |
| Turquia           | Unitário | 80+ illerp                                      | 900+ ilçelerd                                   | belediyem          | [comunas] então [aldeias]    |
| Tuvalu            | Unitário | 9 grupos de ilhasm                              | 9 grupos de ilhasm                              | 9 grupos de ilhasm | 9 grupos de ilhasm           |

### U
| Ucrânia     | Regional | 24 oblastip 2 mista zi spetsial'nym statusomm 1 república autônoma | 640+ raionid                         | 880+ selysche mis'koho typu | 28500+ selo |
| Uganda      | Unitário | 70+ distritos                                                      | 140+ condados 13 municípios Kampalac | paróquias                   | aldeias     |
| Uruguai     | Unitário | 19 departamentos                                                   |                                      |                             |             |
| Uzbequistão | Regional | 12 vilaietesp 1 república Tasquentec                               | 170+ tumanlard 50+ shaharlar         |                             |             |

### V
| Vanuatu   | Unitário | 6 províncias                       |                                                           |                                          |         |
| Vaticano  | Unitário | Nenhuma                            | Nenhuma                                                   | Nenhuma                                  | Nenhuma |
| Venezuela | Federal  | 23 estados                         | municípiosm                                               | paróquias                                |         |
| Venezuela | Federal  | dependencias federais Caracasc     | departamentos                                             |                                          |         |
| Vietname  | Unitário | 59 tỉnhp                           | 26 thành phố trực thuộc tỉnhm 50+ thị xã 570+ huyện 8 đảo | 580+ thị trấn 1100+ [precincts] 9000+ xã |         |
| Vietname  | Unitário | 5 thành phố trực thuộc trung ươngm | 40+ quậnd                                                 | ? phường                                 |         |

### Z
| Zâmbia   | Unitário | 9 províncias           | 70+ distritos |                  |  |
| Zimbábue | Unitário | 8 províncias 2 cidades | 60+ distritos | 1200+ municípios |  |